# Scudderia texensis
Scudderia texensis är en insektsart som beskrevs av Henri Saussure och Francois Jules Pictet de la Rive 1897. Scudderia texensis ingår i släktet Scudderia och familjen vårtbitare. Inga underarter finns listade i Catalogue of Life.